# Hoe (Norfolk)
Hoe – wieś w Anglii, w hrabstwie Norfolk, w dystrykcie Breckland. Leży 26 km na zachód od Norwich i 153 km na północny wschód od Londynu.
W 2001 miejscowość liczyła 219 mieszkańców.